# Ákos Császár
Pour les articles homonymes, voir Császár.
Dans le nom hongrois Császár Ákos, le nom de famille précède le prénom, mais cet article utilise l’ordre habituel en français Ákos Császár, où le prénom précède le nom.
Ákos Császár (prononciation en hongrois : [ˈtʃaːsaːɾ]), né le 26 février 1924 à Budapest et mort le 14 décembre 2017 dans la même ville, est un mathématicien hongrois.

## Biographie
Ákos Császár est le découvreur, en 1949, du polyèdre de Császár, un polyèdre non convexe, sans diagonale, à 14 faces, 7 sommets et 21 arêtes, dual du polyèdre de Szilassi, trouvé en 1977 par Lajos Szilassi (hu).
Son nombre d'Erdős est 2.
Il reçoit le prix Kossuth en 1963.

## Distinctions
- Médaille Tibor-Szele (1983)

## Publications
- Fondements de la topologie générale (1960)
- (hu) Bevezetés az általános topológiába (1970)
- (en) General Topology (1978)
- (hu) Szintopogén csoportok (1970)
- (hu) Kváziuniform terek bővítése (1979)
- (en) Extensions of Quasi-Uniformities (1981)
- (hu) Valós Analízis I–II. (1983–1984)
- (en) Simultaneous Extensions of Screens (1989)
- (en) Iliadis Absolutes for Arbitrary Spaces (1991)
- (en) General Absolutes of Topological Spaces (1991)
- (en) D-Completions of Pervin-Type Quasi-Uniformities (1993)
- (en) Simultaneous Extensions of Cauchy Structures (1994)
- (en) On a Problem of Simultaneous Quasi-Uniform Extension (1999)